# Katharinenkirche (Muhu)
Koordinaten: 58° 36′ 14″ N, 23° 13′ 30″ O

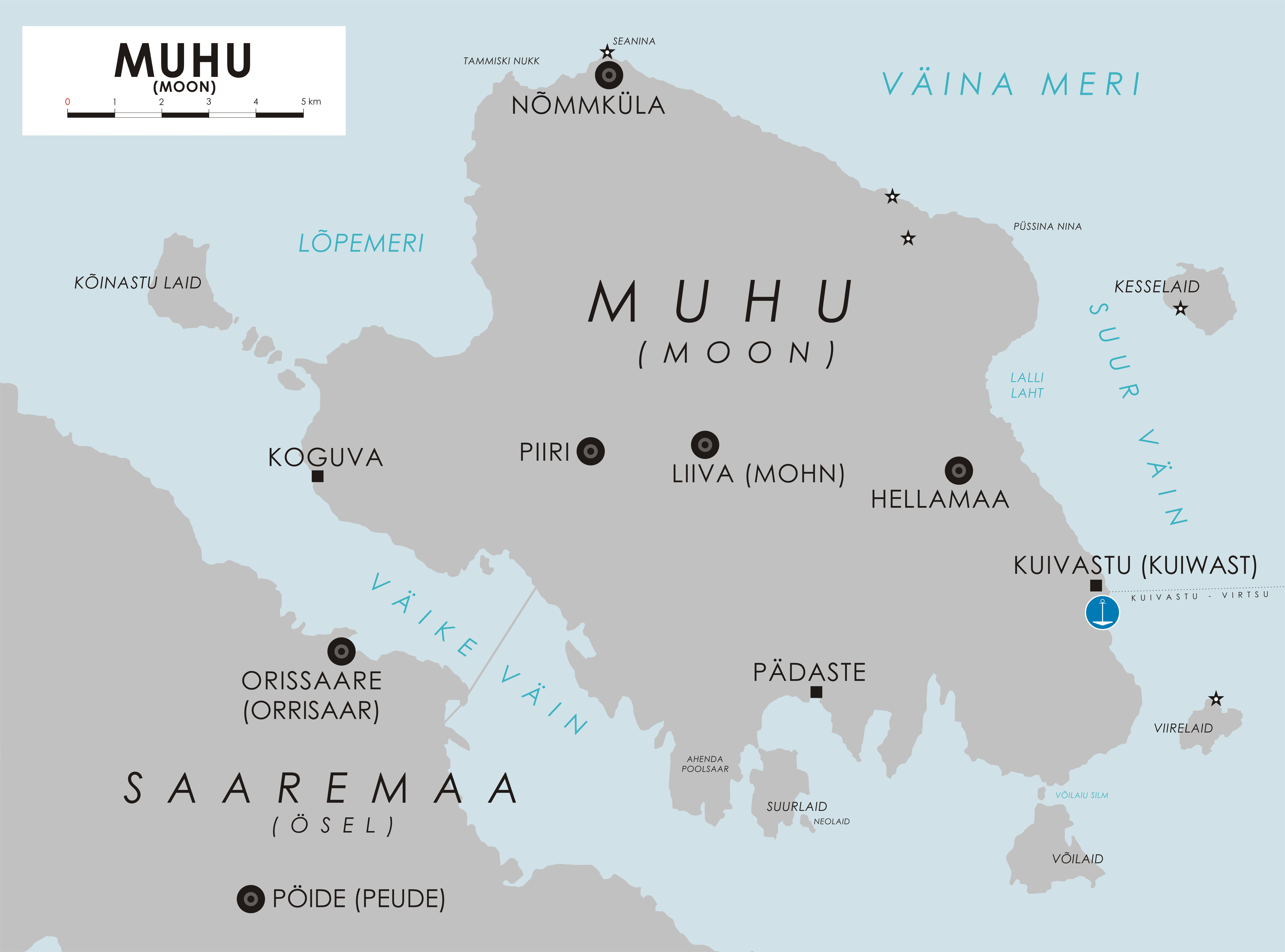
Die Inselkirche bei Liiva

Die Katharinenkirche ist die evangelisch-lutherische turmlose Pfarrkirche zu Muhu in Estland (auch Dorfkirche von Liiva genannt).

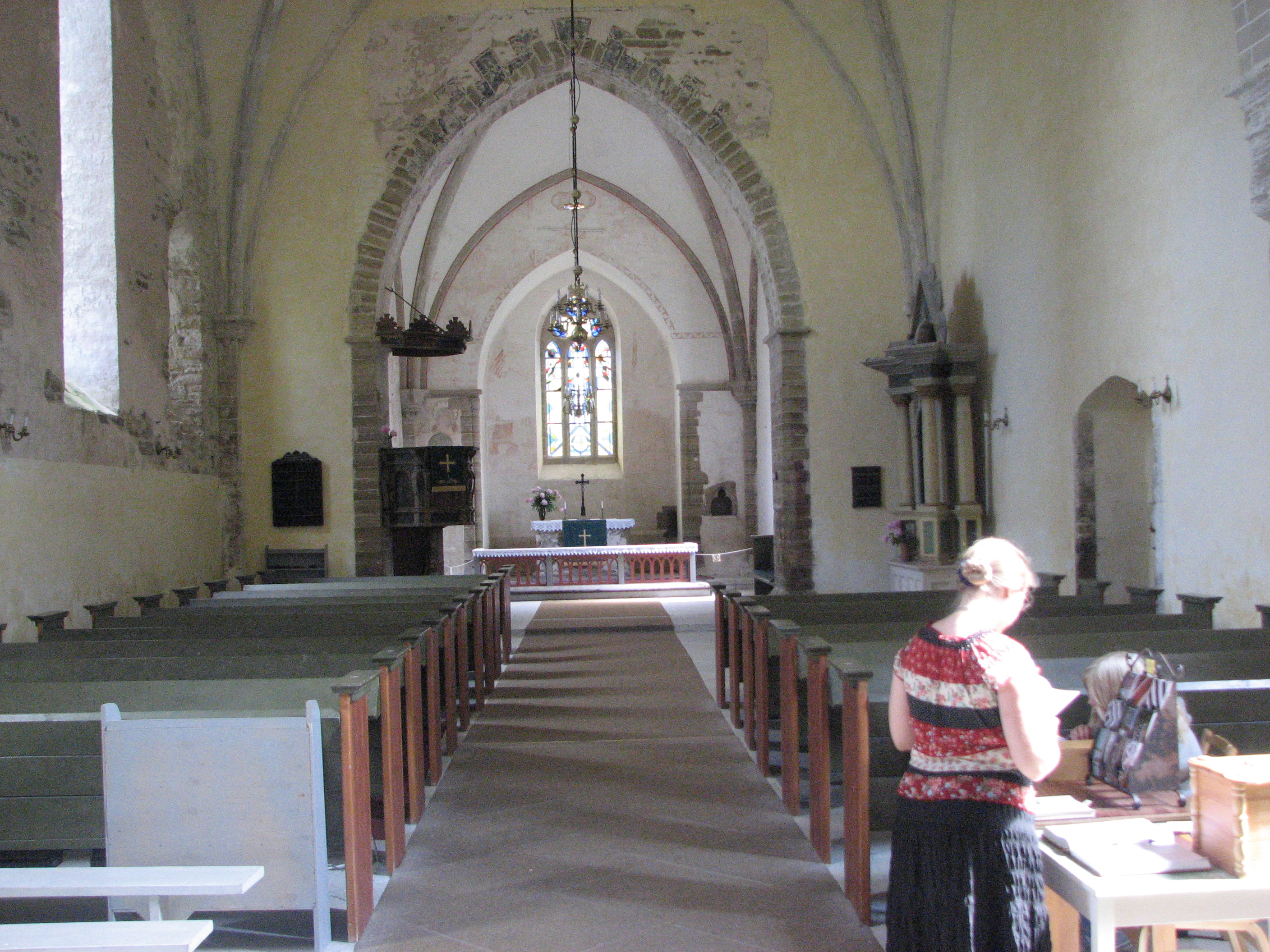
Innenansicht

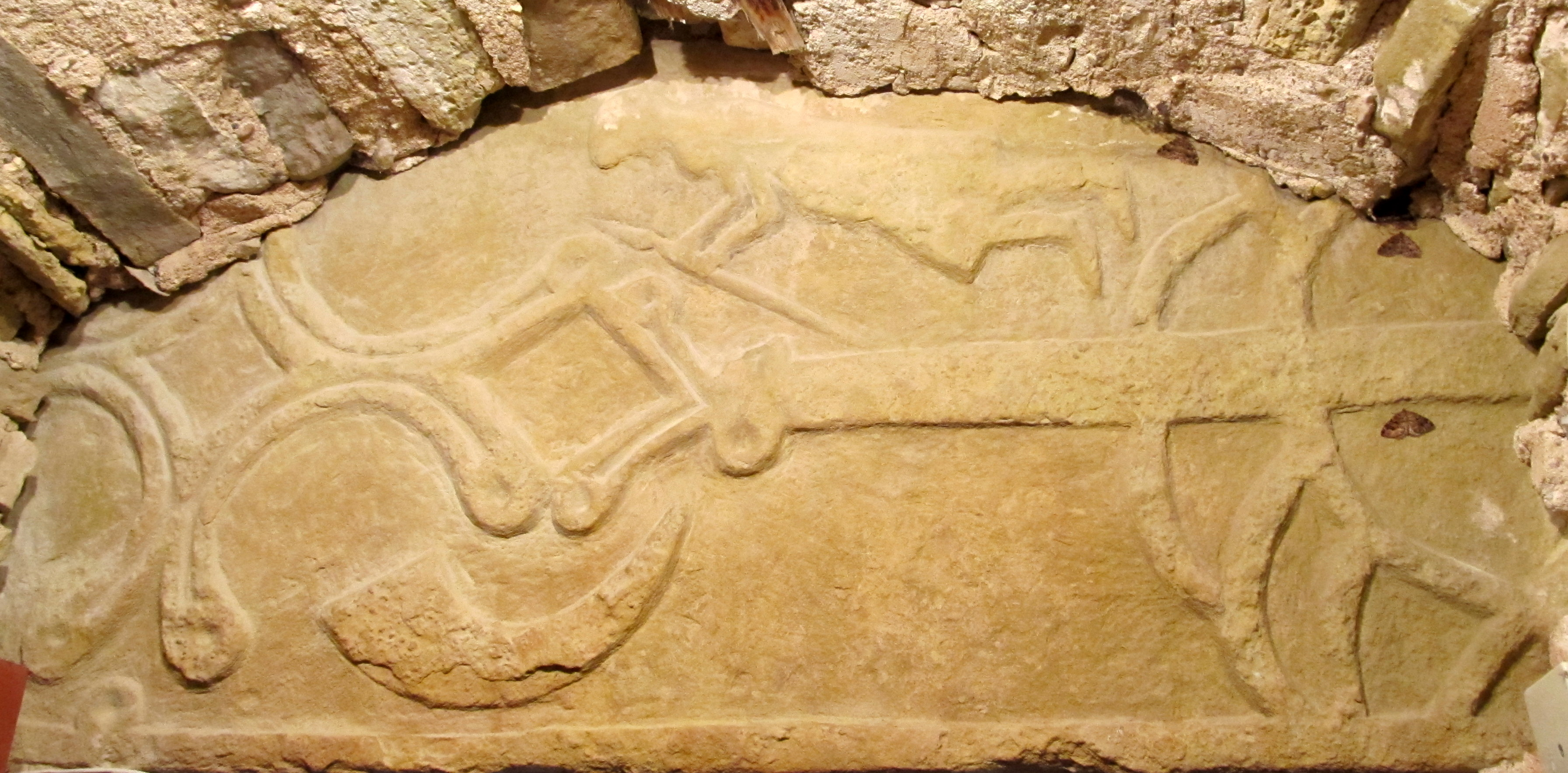
Grabplatte aus dem 12./13. Jahrhundert, als Türsturz zweitverwendet

Die frühgotische Katharinenkirche gehört zur einheimischen Gruppe der Saare-West Kirchen. Als ihre Schutzheilige gilt die Heilige Katharina von Alexandrien. Die Kirche auf der 200 km² großen Insel Muhu wird zum ersten Mal im Jahre 1267 in den Chroniken von Hermann von Wartberge (1330–1380) erwähnt. Die Kirchen von Karja, Muhu und Pöide gelten in Estland als architekturgeschichtliche Gruppe, die die Blütezeit der Gotik in der Baukunst von Saaremaa verkörpert. 

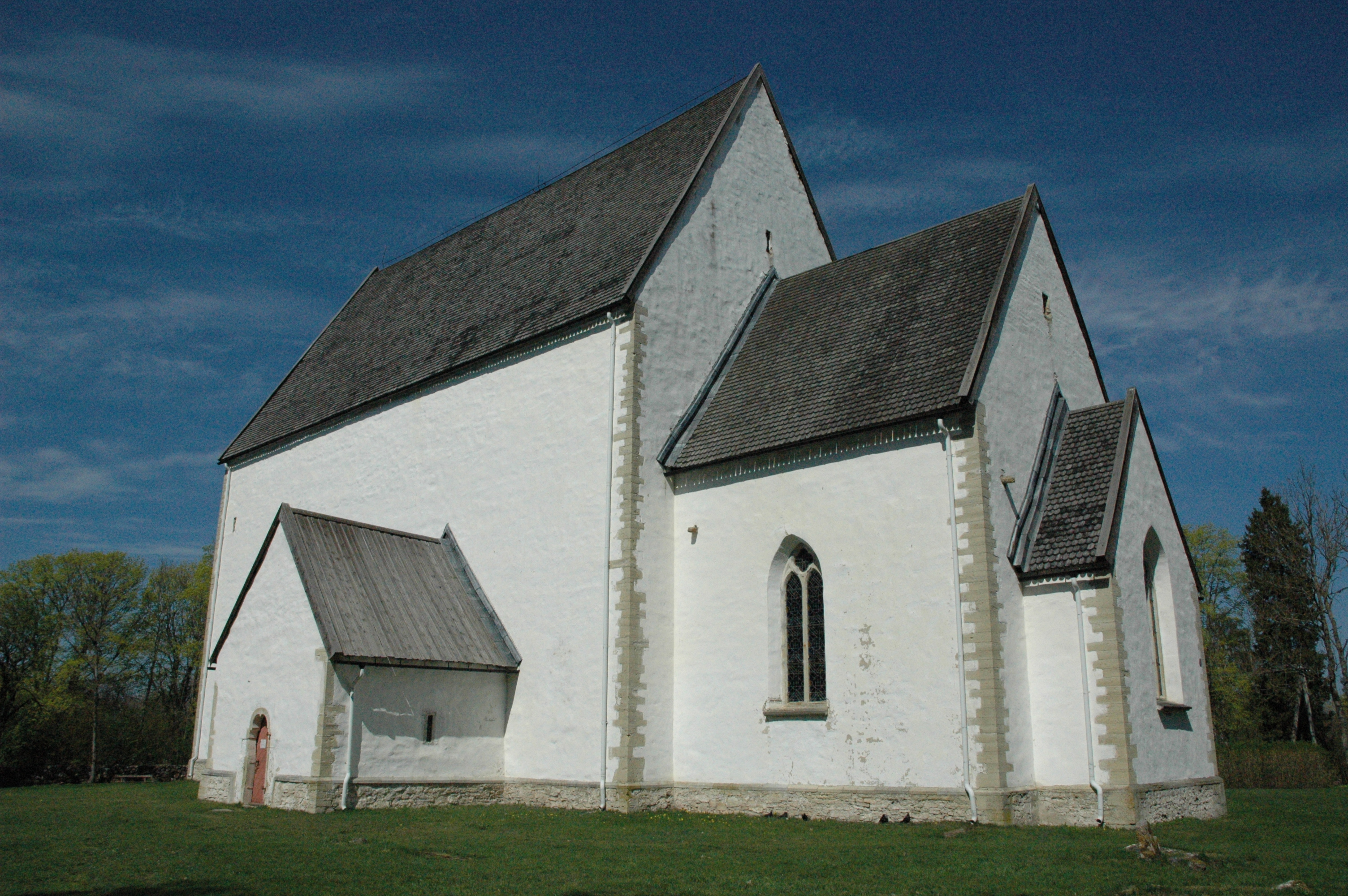
Ansicht von außen

Das Gebäude gilt als eine der architektonisch vollständigsten und stilstrengsten Landkirchen des estnischen Mittelalters. Die hohen Außenmauern schaffen mit dem Dach ein Gebäude mit schlanken Proportionen. An das einschiffige Langhaus schließt sich im Osten ein wesentlich schmalerer und niedrigerer Chor an und an diesen ein kleiner, gegenüber dem Chorraum niedrigerer rechteckiger Chorabschluss. Diese Stufung des Gebäudes bringen einen architektonischen Rhythmus in die Baumasse. Beim Maßwerk der Kirchenfenster lässt sich ein Kontext mit der Kathedralgotik Westeuropas erkennen. Das heutige Aussehen der Kirche entspricht wieder annähernd dem ursprünglichen. 
Die beiden hohen, kuppelartige mit Wulstrippen verzierte Domikalgewölbe sowie das einfache Kreuzgewölbe im Chorraum geben dem Interieur des einschiffigen Langhauses ein besonderes Gepräge. Im sauber gearbeiteten Steindekor fehlen Figuren und Pflanzornamente, die für die etwa gleichzeitig errichteten Kirchen von Karja und Pöide auf Saaremaa charakteristisch sind, fast völlig. 
Den interessantesten Teil des Interieurs bilden die hauptsächlich im Chorraum bewahrten Fragmente der Wandmalerei, die ans Ende des 13. Jahrhunderts datiert wird. Die Vorbilder der Malereien in der Kirche von Muhu sucht man auf Gotland, wo damals von der Glasmalerei stammende starke Umrisse und byzantinische Einflüsse charakteristisch waren. Die nach der Reformation überputzten Malereien wurden im Jahre 1913 wiederentdeckt. Die älteste, in Freskotechnik ausgeführte Malerei ist die der Westwand. Das dort befindliche Rundfenster wurde möglicherweise erst nach der Fertigstellung der Kirche eingebracht. Die in Seccotechnik ausgeführten Malereien sind mit dem Leben Christi verbunden. An den Wänden des Chorraumes sind 12 Propheten, die 12 Apostel und Engel dargestellt. Bewahrt blieben sind nur die Fragmente von Abbildungen der Apostel und Engel. An der Nordwand des Chorraums findet man die Abbildungen von Petrus und Johannes des Täufers.
Die Kanzel im Renaissancestil ist eine der ältesten des Landes und wurde von Balthasar Raschky im Jahre 1627 gefertigt. Die Altarmalerei stammt von einem früheren Altar. Der klassizistische Altar wurde im Jahre 1827 von Nommen Lorentzen fertiggestellt. 
In der Kirche und im Kirchhof befinden sich trapezoide Grabplatten mit heidnischen Symbolen, die man ansonsten nur von den mittelalterlichen Kirchen und Kirchengärten auf Saaremaa und in Läänemaa (Westland) kennt. Von besonderem Interesse ist die von der Westwand zum Turm führenden in der Türöffnung liegende Grabplatte. Sie ist eine von zweien in Estland erhaltenen Grabplatten aus dem 12.–13. Jahrhundert, die Menschenfiguren darstellen. Die jüngste Grabplatte steht an der Wand neben dem Haupteingang. Ihr Text lautet: „Hier hat sich Johannes aus Gotland zur Ruhe gelegt, betet für ihn“, was auf den Schöpfer der Wandmalereien hinweisen könnte.
Das im Jahre 1941 zerstörte Dach wurde erst 1958 ersetzt. Die leerstehende Kirche wurde ab 1989 wieder genutzt. 1993 begannen mit Finanzierung des Bistums Växjö (Schweden) die Renovierungen, zu deren Anschluss die Kirche am 22. Mai 1994 neu geweiht wurde. 2005 zählten 100 Mitglieder zur Gemeinde.